# فالبروخ
فالبروخ (به آلمانی: Vahlbruch) یک شهر در آلمان است که در هولتسمیندن واقع شده‌است. فالبروخ ۵۳۶ نفر جمعیت دارد.